# Câmpeni, Bacău
Câmpeni (în maghiară Kömpény) este un sat în comuna Pârjol din județul Bacău, Moldova, România.